# Apogon indicus
Apogon indicus е вид лъчеперка от семейство Apogonidae. Видът е незастрашен от изчезване.

## Разпространение и местообитание
Разпространен е в Американска Самоа, Британска индоокеанска територия (Чагос), Британски Вирджински острови, Кирибати, Коморски острови, Мавриций, Мадагаскар, Нова Каледония, Палау, Провинции в КНР, Реюнион, Самоа, Северни Мариански острови, Сейшели, Тайван, Тонга, Фиджи и Филипини.
Среща се на дълбочина от 1 до 22,5 m, при температура на водата от 22,4 до 29,2 °C и соленост 34,1 – 35,6 ‰.

## Описание
На дължина достигат до 3,8 cm.